# Ara di Piazza in Campo Marzio
Ara di Piazza in Campo Marzio, även benämnt Ara di Campo Marzio, är ett antikt romerskt offeraltare uppställt framför kyrkan Santa Maria in Campo Marzio i Rione Campo Marzio i Rom. Altaret härstammar från slutet av första århundradet f.Kr. eller början av första århundradet e.Kr.

## Beskrivning
Altaret påträffades vid ett anläggningsarbete år 1917 och ställdes upp året därpå på sin nuvarande plats på Piazza in Campo Marzio. Altaret är dekorerat med bukranier, fruktgirlanger och fladdrande band. Altaret är hugget i ett massivt block av marmor lunensis, vilket var romarnas namn på carraramarmor.
Runt den 15 cm höga basen står inskriptionen: 
Altaret har tidigare felaktigt ansetts vara en sarkofag.

### Webbkällor
- ”Piazza in Campo Marzio” (på italienska). Roma Segreta. Arkiverad från originalet den 16 september 2021. https://archive.md/Pq2lR. Läst 16 september 2021.